# Johan Ferrier
Johan Henri Eliza Ferrier (Paramaribo, 12 maggio 1910 – Oegstgeest, 4 gennaio 2010) è stato un politico surinamese.
È stato dal 1968 al 1975 l'ultimo governatore del Suriname prima dell'indipendenza dai Paesi Bassi, e dopo la proclamazione dell'indipendenza del 25 novembre 1975, il primo Presidente del Suriname fino al 13 agosto 1980, quando fu deposto da un colpo di Stato guidato da Dési Bouterse.
È scomparso nel 2010 nei Paesi Bassi all'età di quasi 100 anni.. Al momento del decesso era il più anziano ex capo di Stato vivente.